# Харин, Сергей Анатольевич
Сергей Анатольевич Харин (род. 20 февраля 1963, Одинцово) — советский хоккеист, нападающий. Мастер спорта СССР международного класса.

## Биография
Воспитанник московских «Крыльев Советовов» (тренер Евгений Полеев). Дебютировал за клуб в чемпионате СССР 1979/80, играл в нём до сезона 1989/90. Выступал в звене Харин — Немчинов — Хмылёв.
Чемпион Европы среди юниорских команд 1981, чемпион мира среди молодёжных команд 1983, турниров, проходивших в СССР.
На драфте НХЛ 1989 года был выбран в 12-м раунде под общим 240-м номером клубом «Виннипег Джетс». Сезон 1990/91 провёл в клубе AHL «Монктон Хокс». В марте 1991 года сыграл шесть матчей в НХЛ за «Виннипег», набрал 5 (2+3) очков. В дальнейшем выступал за команды низших североамериканских лиг «Галифакс Цитаделс» (1991/92), «Бирмингем Буллз» (1992/93), «Цинциннати Сайклонс» (1992/93, 1994/95), «Дейтон Бомберз» (1993/94, 1995/96), «Вустер Айскэтс» (1995/96), «Порт-Гурон Бордер Кэтс» (1996/97), «Маскигон Фьюри» (1996/97 — 2000/01).
В сезоне 1998/99 был играющим помощником тренера «Маскигон Фьюри». В сезоне 2010/11 — главный тренер клуба «Индиана Близзард» из AAHL.
Сын Антон в 2000-х годах играл в низших североамериканских лигах. 2 апреля 2009 года сообщалось, что отец и сын Харины 10 числа сыграют вместе за «Маскигон Ламберджекс». Этот случай должен был стать первым подобным в истории IHL. Однако в статистике Сергея Харина подобная игра не значится.